# Arberella
Arberella  Soderstr.& Calderon é um género botânico pertencente à família Poaceae, subfamília Bambusoideae, tribo Olyreae.
Suas espécies ocorrem na América do Sul.

## Espécies
- Arberella bahiensis Soderstr. & Zuloaga
- Arberella costaricensis (Hitchc.) Söderstr. et C. E. Calderón
- Arberella dressleri Soderstr. & C.E.Calderon
- Arberella flaccida (Döll) Soderstr. & C.E.Calderon
- Arberella grayumii Davidse
- Arberella lancifolia Soderstr. & Zuloaga
- Arberella venezuelae E.J.Judziewicz & G.Davidse